# Илин-Юрях
Илин-Юрях (якут. Илин-Юрэх) — река в Якутии, правая составляющая Россохи (бассейна Алазеи). Длина реки — 178 км (от истока Хотол — 337 км), площадь водосборного бассейна — 9730 км². Берёт начало на западной окраине Колымской низменности двумя истоками (Хотол и Часкина-Сяне). Озёрность бассейна 15,1 %. Питание дождевое и снеговое.